# Neuilly-Plaisance

Położenie Neuilly-Plaisance w ramach aglomeracji paryskiej

Neuilly-Plaisance – miejscowość i gmina we Francji, w regionie Île-de-France, w departamencie Sekwana-Saint-Denis.
Według danych na rok 1990 gminę zamieszkiwało 18 195 osób, a gęstość zaludnienia wynosiła 5320 osób/km² (wśród 1287 gmin regionu Île-de-France Neuilly-Plaisance plasuje się na 164. miejscu pod względem liczby ludności, natomiast pod względem powierzchni na miejscu 792.).